# Liste der Gerichte im Kurfürstentum Hessen
Diese Liste führt die Gerichte im Kurfürstentum Hessen auf.

## Gerichtsorganisation 1821 bis 1866
Mit Edikt vom 29. Juni 1821 wurden im Kurfürstentum Hessen Verwaltung und Justiz voneinander getrennt. Die staatliche Verwaltung wurde auf unterer Ebene auf Kreise übertragen, für die Rechtsprechung eine dreistufige, landeseinheitlich Gerichtsorganisation geschaffen, die allerdings in begrenzten Gebietsteilen des Kurfürstentums noch bis in die Mitte des 19. Jahrhunderts von standesherrlicher und Patrimonialgerichtsbarkeit durchbrochen war.
Erstinstanzlich waren nun Justizämter und – in Kassel, Hersfeld, Marburg, Fulda, Hanau, Schmalkalden und Rinteln – Landgerichte für die Rechtsprechung zuständig.
Oberstes Gericht im Kurfürstentum Hessen war das Oberappellationsgericht Kassel. Als mittlere Ebene dazwischen wurde für jede Provinz ein Obergericht geschaffen:
| Provinz                   | Obergericht                               | Sitz                   | Bestehen                | Anmerkung                    |
| ------------------------- | ----------------------------------------- | ---------------------- | ----------------------- | ---------------------------- |
| Provinz Fulda             | Obergericht für die Provinz Fulda         | Fulda                  | seit 1821               | ab 1851: Obergericht Fulda   |
| Provinz Hanau             | Obergericht für die Provinz Hanau         | Hanau                  | 1821–1851 1864–1867     | ab 1864: Obergericht Hanau   |
| Provinz Oberhessen        | Obergericht für die Provinz Oberhessen    | Marburg                | 1821–1851 1864–1867     | ab 1864: Obergericht Marburg |
| Provinz Niederhessen      | Obergericht für die Provinz Niederhessen  | Kassel                 | seit 1821               | ab 1851: Obergericht Kassel  |
| Hersfeld und Schmalkalden | Obergericht Rotenburg                     | Rotenburg an der Fulda | 1849–1851               |                              |
| Grafschaft Schaumburg     | Obergericht für die Grafschaft Schaumburg | Rinteln                | vor 1821–1851 1864–1867 | ab 1864: Obergericht Rinteln |

### Obergericht Niederhessen
Als Gericht zweiter Instanz für die Provinz Niederhessen fungierte das Obergericht für die Provinz Niederhessen (ab 1851: Obergericht Kassel) mit Sitz in Kassel.
| Justizamt                 | Sitz                   | Kreis              | Gebiet                                                         |
| ------------------------- | ---------------------- | ------------------ | -------------------------------------------------------------- |
| Justizamt Abterode        | Abterode               | Kreis Eschwege     |                                                                |
| Justizamt Allendorf       | Allendorf              | Kreis Witzenhausen |                                                                |
| Justizamt Bischhausen     | Bischhausen            | Kreis Eschwege     |                                                                |
| Justizamt Borken          | Borken (Hessen)        | Kreis Homberg      |                                                                |
| Justizamt Carlshafen      | Carlshafen             | Kreis Hofgeismar   |                                                                |
| Landgericht Kassel        | Kassel                 | Stadt Kassel       |                                                                |
| Stadtgericht Kassel       | Kassel                 | Stadt Kassel       |                                                                |
| Justizamt Eschwege I      | Eschwege               | Kreis Eschwege     |                                                                |
| Justizamt Eschwege II     | Eschwege               | Kreis Eschwege     |                                                                |
| Justizamt Felsberg        | Felsberg               | Kreis Melsungen    |                                                                |
| Justizamt Fritzlar        | Fritzlar               | Kreis Fritzlar     |                                                                |
| Justizamt Germerode       | Germerode              | Kreis Eschwege     | Aufgelöst 1836 und im Justizamt Abterode aufgegangen           |
| Justizamt Grebenstein     | Grebenstein            | Kreis Hofgeismar   |                                                                |
| Justizamt Großalmerode    | Großalmerode           | Kreis Witzenhausen |                                                                |
| Justizamt Gudensberg      | Gudensberg             | Kreis Fritzlar     |                                                                |
| Justizamt Hofgeismar      | Hofgeismar             | Kreis Hofgeismar   |                                                                |
| Justizamt Homberg         | Homberg (Efze)         | Kreis Homberg      |                                                                |
| Justizamt Jesberg         | Jesberg                | Kreis Fritzlar     |                                                                |
| Justizamt Lichtenau       | Lichtenau              | Kreis Witzenhausen |                                                                |
| Justizamt Melsungen       | Melsungen              | Kreis Melsungen    | ab 1849 zum Obergericht Rotenburg                              |
| Justizamt Naumburg        | Naumburg               | Kreis Wolfhagen    |                                                                |
| Justizamt Nentershausen   | Nentershausen          | Kreis Rotenburg    | ab 1849 zum Obergericht Rotenburg                              |
| Justizamt Netra           | Netra                  | Kreis Eschwege     |                                                                |
| Justizamt Raboldshausen   | Raboldshausen          | Kreis Homberg      | 1821–1823 Kreis Rotenburg; ab 1849 zum Obergericht Rotenburg   |
| Justizamt Rotenburg I     | Rotenburg an der Fulda | Kreis Rotenburg    | ab 1849 zum Obergericht Rotenburg                              |
| Justizamt Rotenburg II    | Rotenburg              | Kreis Rotenburg    | ab 1849 zum Obergericht Rotenburg                              |
| Justizamt Rotenburg III   | Rotenburg              | Kreis Rotenburg    | Aufgelöst 1836 und in Justizamt Rotenburg I und II aufgegangen |
| Justizamt Sababurg        | Veckerhagen            | Kreis Hofgeismar   |                                                                |
| Justizamt Sontra          | Sontra                 | Kreis Rotenburg    | ab 1849 zum Obergericht Rotenburg                              |
| Justizamt Spangenberg     | Spangenberg            | Kreis Melsungen    | ab 1849 zum Obergericht Rotenburg                              |
| Justizamt Volkmarsen      | Volkmarsen             | Kreis Wolfhagen    |                                                                |
| Justizamt Wanfried        | Wanfried               | Kreis Eschwege     |                                                                |
| Justizamt Witzenhausen    | Witzenhausen           | Kreis Witzenhausen |                                                                |
| Justizamt Witzenhausen II | Witzenhausen           | Kreis Witzenhausen | Aufgelöst 1836 und in Justizamt Witzenhausen aufgegangen       |
| Justizamt Wolfhagen       | Wolfhagen              | Kreis Wolfhagen    |                                                                |
| Justizamt Zierenberg      | Zierenberg             | Kreis Wolfhagen    | [ 18 ]                                                         |

### Obergericht Rinteln
Als Gericht zweiter Instanz für die Grafschaft Schaumburg fungierte von 1822 bis 1851 und von 1864 bis 1867 das Obergericht Rinteln mit Sitz in Rinteln. Von 1851 bis 1864 wurde diese Aufgabe vom Obergericht Kassel wahrgenommen.
| Justizamt              | Sitz         | Kreis            | Gebiet                |
| ---------------------- | ------------ | ---------------- | --------------------- |
| Justizamt Rinteln      | Rinteln      | Kreis Schaumburg | Grafschaft Schaumburg |
| Justizamt Obernkirchen | Obernkirchen | Kreis Schaumburg | Grafschaft Schaumburg |
| Justizamt Oldendorf    | Oldendorf    | Kreis Schaumburg | Grafschaft Schaumburg |
| Justizamt Rodenberg    | Rodenberg    | Kreis Schaumburg | Grafschaft Schaumburg |

### Obergericht Oberhessen
Als Gericht zweiter Instanz für die Provinz Oberhessen fungierte von 1822 bis 1851 das Obergericht für die Provinz Oberhessen und von 1864 bis 1867 das Obergericht Marburg, beide mit Sitz in Marburg. Von 1851 bis 1864 wurde diese Aufgabe vom Obergericht Kassel wahrgenommen.
| Justizamt              | Sitz               | Kreis             | Gebiet                                                |
| ---------------------- | ------------------ | ----------------- | ----------------------------------------------------- |
| Landgericht Marburg    | Marburg            | Kreis Marburg     |                                                       |
| Justizamt Amöneburg    | Amöneburg          | Kreis Kirchhain   |                                                       |
| Justizamt Frankenau    | Frankenberg (Eder) | Kreis Frankenberg | (1831–1852)                                           |
| Justizamt Frankenberg  | Frankenberg (Eder) | Kreis Frankenberg |                                                       |
| Justizamt Fronhausen   | Fronhausen         | Kreis Marburg     |                                                       |
| Justizamt Haina        | Haina              | Kreis Frankenberg | Bestand 1821–1824 und ging im Justizamt Rosenthal auf |
| Justizamt Kirchheim    | Kirchheim          | Kreis Hersfeld    |                                                       |
| Justizamt Neukirchen   | Neukirchen         | Kreis Ziegenhain  |                                                       |
| Justizamt Neustadt     | Neustadt           | Kreis Kirchhain   |                                                       |
| Justizamt Oberaula     | Oberaula           | Kreis Ziegenhain  |                                                       |
| Justizamt Rauschenberg | Rauschenberg       | Kreis Kirchhain   |                                                       |
| Justizamt Rosenthal    | Rosenthal          | Kreis Frankenberg |                                                       |
| Justizamt Treis        | Treis an der Lumda | Kreis Marburg     |                                                       |
| Justizamt Treysa       | Treysa             | Kreis Ziegenhain  |                                                       |
| Justizamt Wetter       | Wetter             | Kreis Marburg     |                                                       |
| Justizamt Ziegenhain   | Ziegenhain         | Kreis Ziegenhain  | [ 20 ]                                                |

### Obergericht Fulda
Als Gericht zweiter Instanz für die Provinz Fulda fungierte das Obergericht für die Provinz Fulda (ab 1864: „Obergericht Fulda“) mit Sitz in Fulda. Zwischen 1851 und 1864 war es zudem für den Bezirk des vormaligen Obergerichts für die Provinz Hanau zuständig.
| Justizamt                      | Sitz                 | Kreis              | Gebiet                                                                                              |
| ------------------------------ | -------------------- | ------------------ | --------------------------------------------------------------------------------------------------- |
| Justizamt Brotterode           | Brotterode           | Kreis Schmalkalden | 1849–1851 zum Obergericht Rotenburg                                                                 |
| Justizamt Burghaun             | Burghaun             | Kreis Hünfeld      | |
| Justizamt Eiterfeld            | Eiterfeld            | Kreis Hünfeld      | |
| Justizamt Friedewald           | Friedewald           | Kreis Hersfeld     | 1849–1851 zum Obergericht Rotenburg                                                                 |
| Landgericht Fulda              | Fulda                | Kreis Fulda        | 1822–1850, dann aufgelöst in die Justizämter Fulda I – III                                          |
| Justizamt Fulda I              | Fulda                | Kreis Fulda        | 1850–1867                                                                                           |
| Justizamt Fulda II             | Fulda                | Kreis Fulda        | 1850–1867                                                                                           |
| Justizamt Fulda III            | Fulda                | Kreis Fulda        | 1850–1867                                                                                           |
| Justizamt Großenlüder          | Großenlüder          | Kreis Fulda        | |
| Justizamt Herrenbreitungen     | Herrenbreitungen     | Kreis Schmalkalden | 1849–1851 zum Obergericht Rotenburg                                                                 |
| Landgericht Hersfeld           | Hersfeld             | Kreis Hersfeld     | 1822–1850, dann aufgelöst in die Justizämter Hersfeld I und II; 1849–1851 zum Obergericht Rotenburg |
| Justizamt Hersfeld I           | Hersfeld             | Kreis Hersfeld     | 1850–1867; 1849–1851 zum Obergericht Rotenburg                                                      |
| Justizamt Hersfeld II          | Hersfeld             | Kreis Hersfeld     | 1850–1867; 1849–1851 zum Obergericht Rotenburg                                                      |
| Justizamt Hünfeld              | Hünfeld              | Kreis Hünfeld      | |
| Justizamt Neuhof               | Neuhof               | Kreis Fulda        | |
| Justizamt Niederaula           | Niederaula           | Kreis Hersfeld     | 1849–1851 zum Obergericht Rotenburg                                                                 |
| Justizamt Schenklengsfeld      | Schenklengsfeld      | Kreis Hersfeld     | 1849–1851 zum Obergericht Rotenburg                                                                 |
| Justizamt Schmalkalden         | Schmalkalden         | Kreis Schmalkalden | 1822–1850: Landgericht Schmalkalden; 1849–1851 zum Obergericht Rotenburg                            |
| Justizamt Steinbach-Hallenberg | Steinbach-Hallenberg | Kreis Schmalkalden | 1849–1851 zum Obergericht Rotenburg                                                                 |

### Obergericht Hanau
Als Gericht zweiter Instanz für die Provinz Hanau fungierte von 1822 bis 1851 das Obergericht für die Provinz Hanau und von 1864 bis 1867 das Obergericht Hanau, beide mit Sitz in Hanau. Von 1851 bis 1864 wurde diese Aufgabe vom Obergericht Fulda wahrgenommen.
| Justizamt                                             | Sitz          | Kreis                                       | Anmerkung                                                             |
| ----------------------------------------------------- | ------------- | ------------------------------------------- | --------------------------------------------------------------------- |
| Justizamt Bergen                                      | Bergen        | Kreis Hanau                                 |                                                                       |
| Justizamt Bieber                                      | Bieber        | Kreis Gelnhausen                            |                                                                       |
| Justizamt Birstein                                    | Birstein      | Kreis Salmünster, ab 1830: Kreis Gelnhausen | bis 1829 zur standesherrlichen Justizkanzlei Meerholz (Haus Isenburg) |
| Justizamt Bockenheim                                  | Bockenheim    | Kreis Hanau                                 |                                                                       |
| Justizamt Dorheim                                     | Dorheim       | Kreis Hanau                                 | ab 1847: Justizamt Nauheim                                            |
| Justizamt Gelnhausen                                  | Gelnhausen    | Kreis Gelnhausen                            |                                                                       |
| Justizamt Hanau I (1822 bis 1850: Landgericht Hanau)  | Hanau         | Kreis Hanau                                 |                                                                       |
| Justizamt Hanau II (1822 bis 1850: Landgericht Hanau) | Hanau         | Kreis Hanau                                 |                                                                       |
| Justizamt Langenselbold                               | Langenselbold | Kreis Hanau                                 | bis 1829 zur standesherrlichen Justizkanzlei Meerholz (Haus Isenburg) |
| Justizamt Meerholz                                    | Meerholz      | Kreis Gelnhausen                            | bis 1829 zur standesherrlichen Justizkanzlei Meerholz (Haus Isenburg) |
| Justizamt Nauheim                                     | Nauheim       | Kreis Hanau                                 | bis 1847: Justizamt Dorheim                                           |
| Justizamt Praunheim                                   | Praunheim     | Kreis Hanau                                 | 1822–1832; wurde vom Justizamt Bergen mitverwaltet.                   |
| Patrimonialgericht Ramholz                            | Ramholz       | Kreis Schlüchtern                           | Bestand 1822–1850, dann in das Justizamt Schlüchtern eingegliedert.   |
| Gericht Romsthal                                      | Romsthal      | Kreis Schlüchtern                           | 1822–1850? zum Justizamt Salmünster                                   |
| Justizamt Salmünster                                  | Salmünster    | Kreis Salmünster bzw. Kreis Schlüchtern     |                                                                       |
| Justizamt Schlüchtern                                 | Schlüchtern   | Kreis Schlüchtern                           |                                                                       |
| Justizamt Schwarzenfels                               | Schwarzenfels | Kreis Schlüchtern                           |                                                                       |
| Justizamt Steinau                                     | Steinau       | Kreis Schlüchtern                           |                                                                       |
| Justizamt Wächtersbach                                | Wächtersbach  | Kreis Gelnhausen                            | bis 1829 zur standesherrlichen Justizkanzlei Meerholz (Haus Isenburg) |
| Justizamt Windecken                                   | Windecken     | Kreis Hanau                                 |                                                                       |

## Kriminalgerichte 1851 bis 1864
1851 wurden Kriminalgerichte neu eingeführt. Diese orientierten sich an den Bezirken des Kurfürstentums Hessen. Es entstand folgende Gerichtsstruktur:
| Obergericht        | Kreisgericht                 | Justizämter | Anmerkung |
| ------------------ | ---------------------------- | --- | --------- |
| Obergericht Kassel | Kriminalgericht Eschwege     | Justizamt Abterode, Justizamt Allendorf, Justizamt Bischhausen, Justizamt Eschwege I, Justizamt Eschwege II, Justizamt Großalmerode, Justizamt Lichtenau, Justizamt Netra, Justizamt Wanfried |           |
| Obergericht Kassel | Kriminalgericht Fritzlar     | Justizamt Borken, Justizamt Felsberg, Justizamt Fritzlar, Justizamt Gudensberg, Justizamt Homberg, Justizamt Jesberg, Naumburg, Justizamt Neukirchen, Justizamt Treysa, Justizamt Wolfhagen, Justizamt Ziegenhain |           |
| Obergericht Kassel | Kriminalgericht Kassel       | Justizamt Grebenstein, Justizamt Hofgeismar, Justizamt Karlshafen, Stadtgericht Kassel, Justizamt Kassel I, Justizamt Kassel II, Justizamt Kassel III, Justizamt Oberkaufungen, Justizamt Sababurg in Veckerhagen, Justizamt Volkmarsen, Justizamt Zierenberg                                                                                   |           |
| Obergericht Kassel | Kriminalgericht Marburg      | Justizamt Amöneburg, Justizamt Frankenau in Frankenberg, Justizamt Frankenberg, Justizamt Fronhausen, Justizamt Kirchhain, Justizamt Marburg I, Justizamt Marburg II, Justizamt Marburg II, Justizamt Neustadt, Justizamt Rauschenberg, Justizamt Rosenthal, Justizamt Treis a.d. Lumda, Justizamt Wetter                                       |           |
| Obergericht Kassel | Kriminalgericht Rinteln      | Justizamt Rinteln, Justizamt Obernkirchen, Justizamt Oldendorf, Justizamt Rodenberg |           |
| Obergericht Kassel | Kriminalgericht Rotenburg    | Justizamt Melsungen, Justizamt Nentershausen, Justizamt Raboldshausen, Justizamt Rotenburg I, Justizamt Rotenburg II, Justizamt Sontra, Justizamt Spangenberg |           |
| Obergericht Fulda  | Kriminalgericht Fulda        | Justizamt Burghausen, Justizamt Eiterfeld, Justizamt Friedewalde, Justizamt Fulda I, Justizamt Fulda II, Justizamt Fulda III, Justizamt Großenlüder, Justizamt Hersfeld I, Justizamt Hersfeld II, Justizamt Hünfeld, Justizamt Neufeld, Justizamt Niederaula, Justizamt Schenklengsfeld                                                         |           |
| Obergericht Fulda  | Kriminalgericht Schmalkalden | Justizamt Brotterode, Justizamt Herrenbreitungen, Justizamt Schmalkalden, Justizamt Steinbach-Hallenberg |           |
| Obergericht Fulda  | Kriminalgericht Fulda        | Justizamt Bergen, Justizamt Bieber, Justizamt Birstein, Justizamt Bockenheim, Justizamt Gelnhausen, Justizamt Hanau I, Justizamt Hanau II, Justizamt Langenselbold, Justizamt Meerholz, Justizamt Nauheim, Justizamt Salmünster, Justizamt Schlüchtern, Justizamt Schwarzenfels, Justizamt Steinau, Justizamt Wächtersbach, Justizamt Windecken |           |

Zum 1. Januar 1864 wurden die Kriminalgerichte wieder aufgelöst und die Strafgerichtsbarkeit kehrte zu den bisherigen Gerichten zurück.

## Weitere Gerichte
Neben den genannten Gerichten bestanden Patrimonialgerichte und Gerichte der Standesherren – zum Teil bis 1850 –, Universitätsgerichte und Militärgerichte. Von 1851 bis 1863 existierte außerdem ein Disziplinargerichtshof mit Sitz in Kassel.